# Ломатське сільське поселення
Лома́тське сільське поселення (рос. Ломатское сельское поселение) — муніципальне утворення у складі Дубьонського району Мордовії, Росія. Адміністративний центр — село Ломати.

## Населення
Населення — 310 осіб (2019, 383 у 2010, 503 у 2002).

## Склад
До складу поселення входять такі населені пункти:
| Населений пункт | Населення, осіб (2002) | Населення, осіб (2010) |
| --------------- | ---------------------- | ---------------------- |
| Ломати, село    | 400                    | 322                    |
| Неклюдово, село | 103                    | 61                     |